# Nyon
Nyon es una ciudad de Suiza situada en el cantón de Vaud. Tiene una población estimada, a fines de 2024, de 23 016 habitantes.

## Historia
Fue fundada por los romanos entre los años 50 y 44 a. C. bajo el nombre «De los equestris del lulia de Colonia”. Al centro urbano de la ciudad lo llamaron «Noviodunum». Llegó a ser una de las colonias romanas más importantes en Suiza, con foro, basílica y anfiteatro (descubierto recientemente, en 1996, al realizar las excavaciones para la construcción de un edificio).[cita requerida]
La ciudad moderna sigue creciendo y está bien comunicada con las grandes ciudades cercanas (Ginebra y Lausana), tanto por autopista como por tren.
La comuna formó parte hasta el 31 de diciembre de 2007 del círculo de Nyon.

## Transportes
Ferrocarril
En la estación ferroviaria de la ciudad efectúan parada trenes de ámbito regional y de larga distancia, que la comunican con Ginebra o Lausana entre otras ciudades.

## Organizaciones
La ciudad es conocida internacionalmente como la sede central de la UEFA.

## Atracciones
En la última semana de julio, Nyon celebra el Paléo Festival, uno de los mayores festivales de música de Suiza.

## Galería

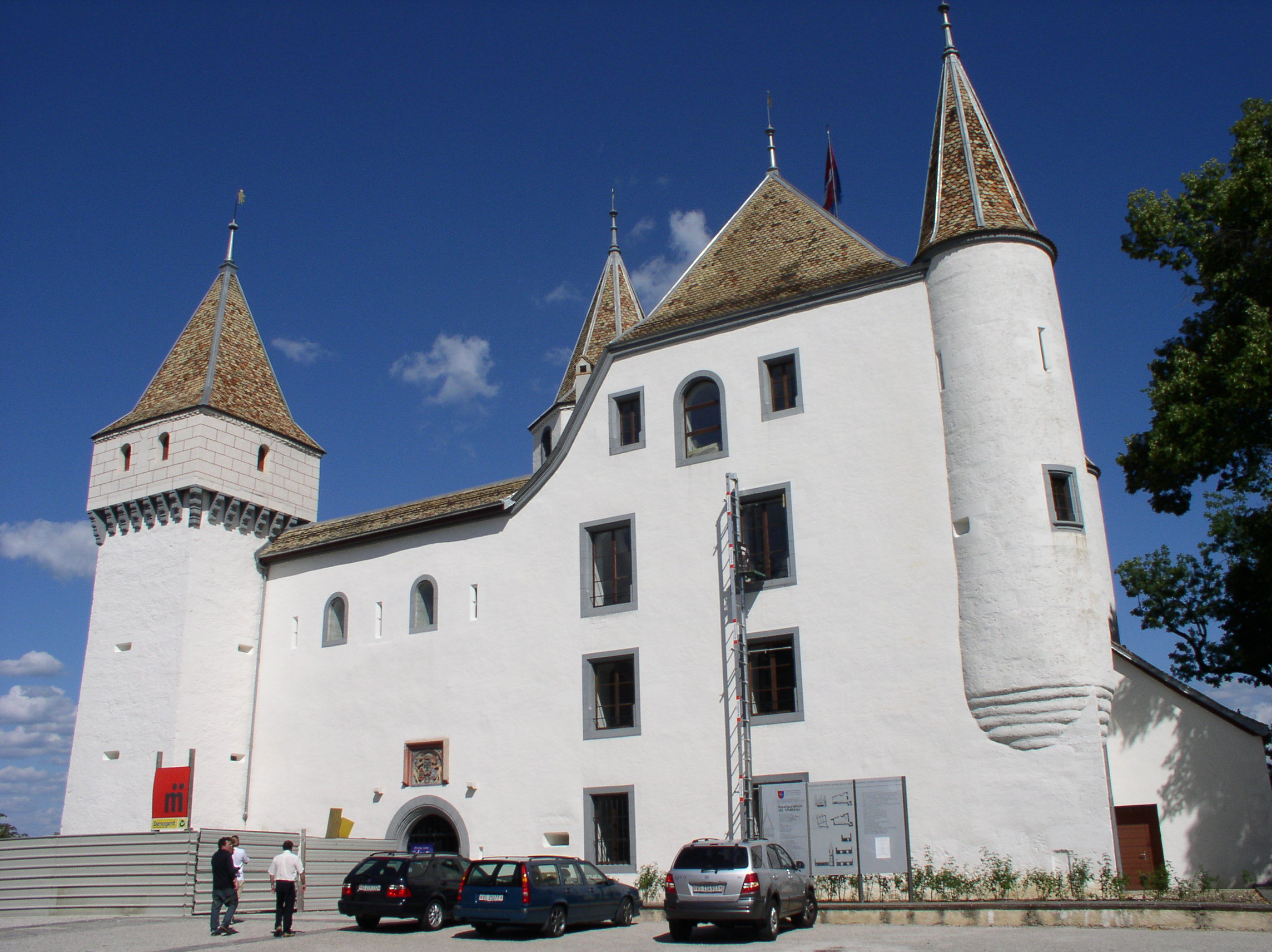
Castillo de Nyon
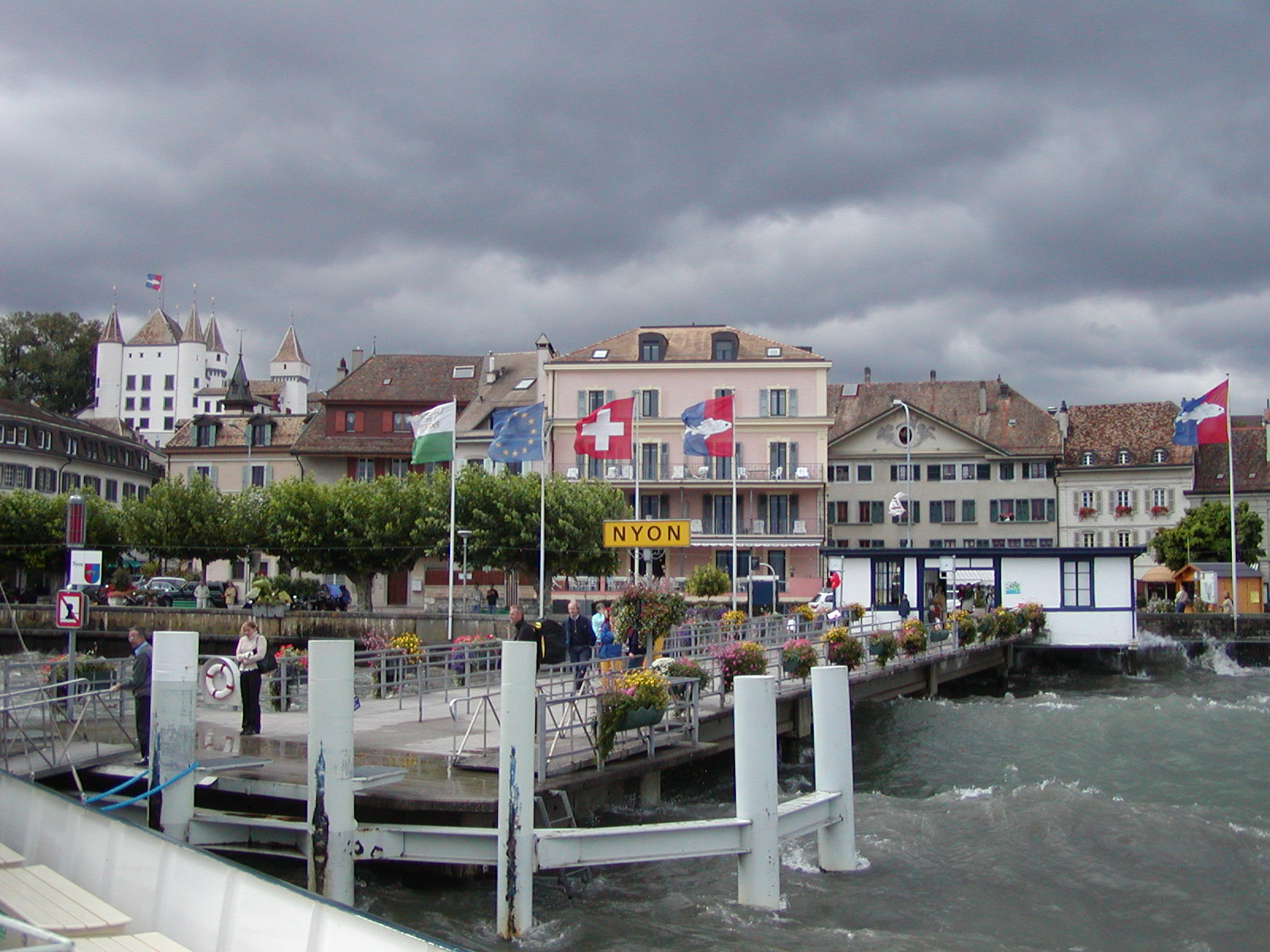
Nyon visto desde el Lago de Ginebra